# Lakeville, Minnesota
Lakeville är en stad i delstaten Minnesota i USA. Den är förort till Minneapolis, och tillhör storstadsområdet Minneapolis-Saint Paul. 2010 uppgick invånarna till 55 954 i antalet.

### Fotnoter
1. ↑  ”Eden Prairie city, Minnesota” (på engelska). American Factfinder. 22 mars 2010. Arkiverad från originalet den 12 februari 2020. https://archive.today/20200212234526/http://factfinder.census.gov/faces/nav/jsf/pages/community_facts.xhtml. Läst 9 november 2015.